# Tireman, Spare My Tires
Tireman, Spare My Tires è un cortometraggio statunitense del 1942, diretto da Jules White.

## Trama
Harry dà un passaggio sulla sua auto a Fay Springer, una giovane ereditiera scappata di casa, il cui padre offre una lauta ricompensa per chiunque la trovi. Fay convince Harry a seguirla nella sua fuga, e i due, che si spacciano per una coppia appena sposata, passano la notte in una camera di un motel, dove ciascuno si cimenta, con esiti fallimentari, nella preparazione del cibo.
Il mattino dopo il padre di Fay si presenta alla porta per riprendersi la figlia. Harry esige la ricompensa, e, una volta ottenutala, si dà alla fuga assieme a Fay.